# Monastère de l'Ascension du Mont des Oliviers
Ne doit pas être confondu avec Église de l'Ascension (Jérusalem).
Pour les articles homonymes, voir Monastère de l'Ascension.

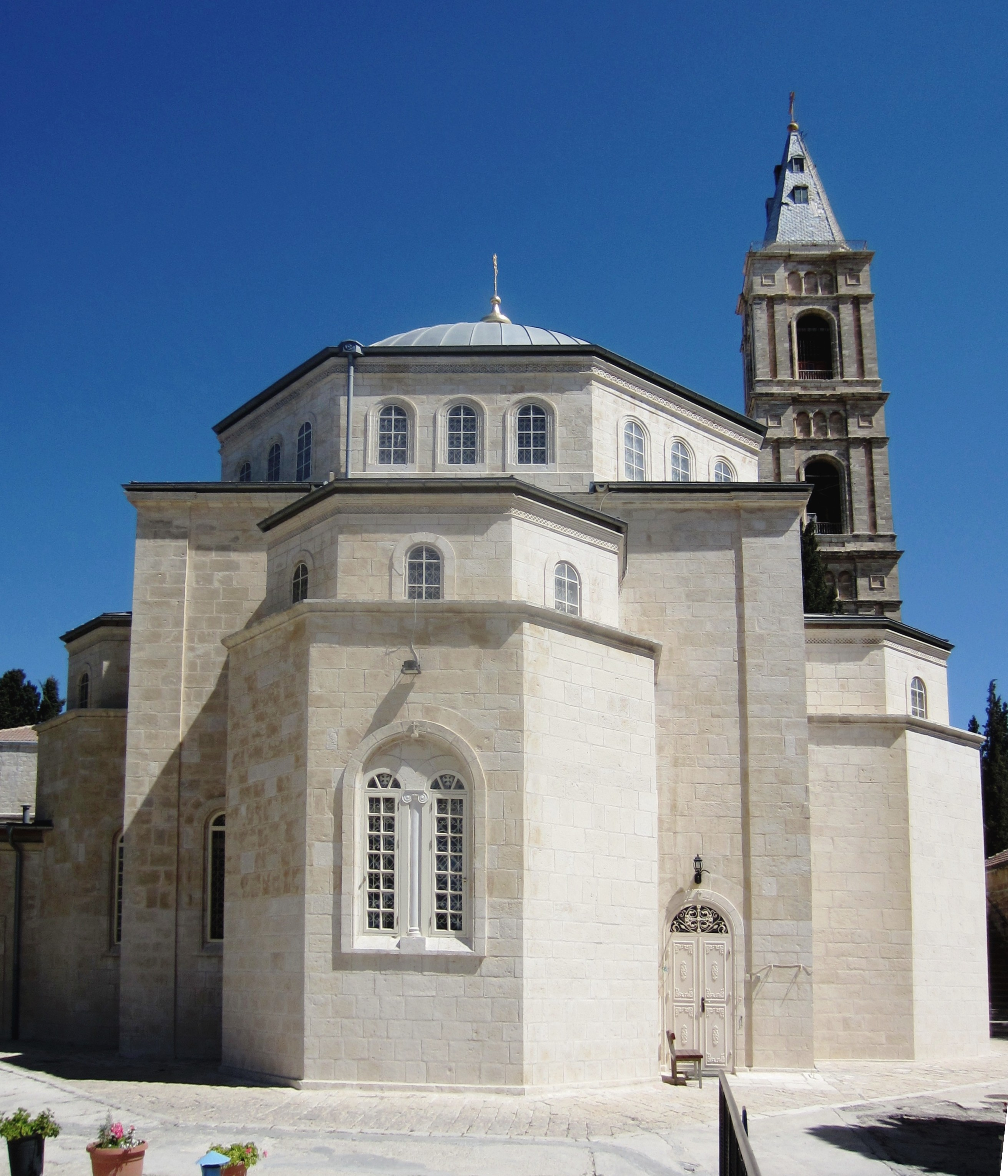
Vue de l'église abbatiale de l'Ascension

Le monastère de l'Ascension du Mont des Oliviers (en russe : Вознесенский монастырь Елеонская гора) est un monastère féminin russe orthodoxe situé à Jérusalem au mont des Oliviers. Il se trouve sous la juridiction de l'Église hors frontières qui a retrouvé l'unité canonique avec l'Église orthodoxe russe en 2007.
Le monastère, qui se trouve à 200 mètres de la chapelle de l'Ascension, s'étend sur une surface de 5,4 hectares. Il comprend deux cimetières, une fabrique d'huile d'olive et un bois de pins.

## Historique

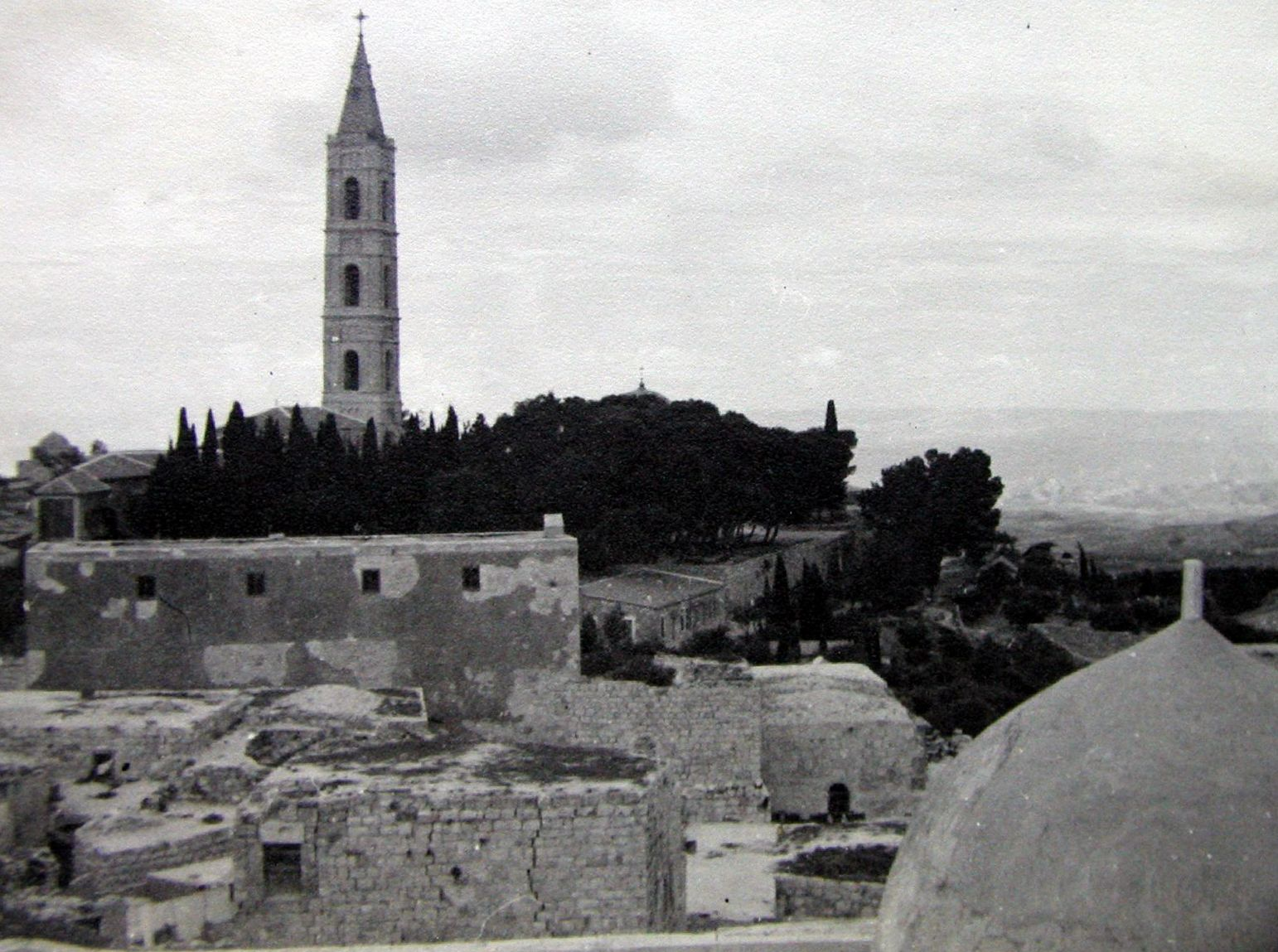
Photographie de 1942

C'est en 1870 que l'archimandrite Antonin Kapoustine achète un terrain à côté de la chapelle de l'Ascension-du-Seigneur sur le versant méridional du mont des Oliviers, avec l'intention d'y installer une communauté masculine. Cependant l'on procède à des fouilles qui mettent au jour des mosaïques byzantines d'une église du VIe siècle, des vases sacrés, et un buste d'Hérode. Les fouilles se poursuivent jusqu'en 1873. Une église néobyzantine est construite par la suite de 1873 à 1881 qui est vouée à l'Ascension du Seigneur.
L'archimandrite Léonide (Sentsov) installe ici une communauté féminine de quinze religieuses en 1905, ce qui est confirmé par le Saint-Synode quelques mois plus tard. La communauté suit la même règle que les religieuses du monastère d'Ein Kerem. Elles sont déjà soixante-dix en 1907 et une centaine en 1914. Le monastère s'agrandit au fur et à mesure des années et comporte différents corps de bâtiment, dont une infirmerie, une hôtellerie, un atelier d'orfèvrerie et un atelier de peinture d'icônes.
Au début de la Première Guerre mondiale, les autorités ottomanes (qui étaient alliées de l'Allemagne) font occuper le monastère par des soldats et mettent des scellés à l'église abbatiale. Une partie des moniales est évacuée à Alexandrie et d'autres religieuses trouvent refuge dans des monastères grecs. En 1917, c'est au tour des soldats britanniques de s'emparer des bâtiments, mais ils permettent à un groupe de sœurs de continuer à occuper une partie du monastère. Les religieuses d'Alexandrie retournent sur les lieux en 1919 et l'église est rendue au culte en juillet de la même année. Le monastère se met sous la juridiction de l'Église orthodoxe russe hors frontières. La communauté prend le nom officiel de monastère en 1924. Aujourd'hui quarante-six religieuses vivent dans la communauté.

## Architecture

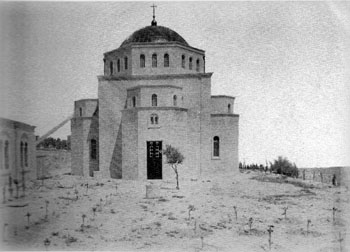
L'église du monastère, juste après sa construction dans les années 1880

L'église est construite par l'architecte italien Gianbattista Bizelli, dans le style néobyzantin selon les vœux de l'archimandrite Antonin qui l'appelait « ma petite Sainte-Sophie ». Les travaux sont interrompus pendant la guerre russo-turque de 1877-1878. 
L'église est en forme de croix byzantine surmontée d'une coupole au-dessus d'un tambour octogonal, avec vingt-quatre fenêtres. L'iconostase de marbre blanc, dessiné par le P. Antonin, est prêt en 1881, et l'on attend la consécration de l'église. Celle-ci n'est autorisée par le sultan que cinq ans plus tard, et elle a lieu le 7 juin 1886.

## Chapelle Saint-Jean-Baptiste
Les fouilles du temps de l'archimandrite Antonin ont mis au jour les restes d'une église du IVe siècle construite sur le lieu de la sépulture de la tête de saint Jean-Baptiste. Les mosaïques du parterre sont remarquables. 

## Clocher
Le clocher est construit sous la forme d'un campanile italien du XIIIe siècle, par l'architecte Antonio Langodorchi, et mesure 64 mètres de hauteur. La cloche la plus importante pèse cinq tonnes et a été baptisée le 19 février 1885. Elle a été offerte par un riche négociant de Solikamsk, Alexandre Riazantsev.

## Autres bâtiments
- Maison de l'archimandrite, ou maison du chef de la mission orthodoxe russe. Il y avait autrefois au rez-de-chaussée un musée d'antiques rassemblés par le P. Antonin. Le sol de la chapelle de la maison est orné de mosaïques du IXe siècle représentant des poissons, des oiseaux et différentes ornementations, ainsi qu'un texte sur un évêque arménien, Jacob. Il y a d'autres mosaïques du VIe siècle à d'autres étages de la maison.
- Logis de l'higoumène : on y a trouvé au sous-sol des mosaïques avec des inscriptions grecques du VIe siècle
- Réfectoire (trapèze) avec la chapelle Saint-Philarète, à l'angle nord-ouest du monastère, dont la chapelle du Jugement-Dernier a servi d'église abbatiale pendant la Première Guerre mondiale.